# 上穂波村
上穂波村（かみほなみむら）は、福岡県嘉穂郡にあった村。現在の飯塚市、嘉穂郡桂川町の一部。

## 地理
嘉穂盆地の南西部に位置していた。東部から中央部は穂波川流域の平地で、西部は三郡山の北東麓である。

## 歴史

### 沿革
- 1889年（明治22年）4月1日 - 町村制の施行により、穂波郡阿恵村、山口村、馬敷村、元吉村、長尾村、北古賀村、平塚村が合併して村制施行し、上穂波村が発足[1][2]。役場を元吉に開設[1]。
- 1896年（明治29年）4月1日 - 郡の統合により嘉穂郡に所属[1][3]。
- 1904年（明治37年）- 役場を長尾に移転[1]。
- 1954年（昭和29年）8月31日 - 大字平塚の一部を嘉穂郡桂川町に編入[2]。
- 1955年（昭和30年）3月31日 - 嘉穂郡内野村、大分村（一部）と合併し筑穂町を新設して廃止された[1][2]

### 地名の由来
穂波郡の上部に位置したことから。

## 産業
主要産業は農業、石炭採掘。

### 石炭業
- 1907年（明治40年）- 麻生坑、豆田坑開坑[1]。
- 1921年（大正10年）- 上記閉山[1]
- 1926年（大正15年）- 嘉穂鉱業上穂波坑が開設され1929年（昭和4年）から開業[1]。

## 交通

### 鉄道
- 1928年（昭和3年）- 長尾 - 筑前内野間開通。上穂波駅開設[1]。
- 1929年（昭和4年）- 若松 - 原田間開通。筑豊本線に改称[1]。